# Luis Valdez (escritor)
Luis Alberto Valdez (Monterrey, Nuevo León, 1976) es un escritor mexicano. Es autor de la novela corta Estíbaliz y la Tormenta (2000) y del libro de relatos Territorio de leones (2006).
Ha sido columnista en el periódico El Porvenir, El Regio.com, y el periódico en línea 15 Diario. Actualmente es parte del consejo editorial de la revista El Culo del Mundo.
Le han otorgado la beca del Centro de Escritores de Nuevo León y la beca del FONCA en la categoría de novela.